# Tokyo nichi nichi shinbun
Le Tokyo nichi nichi shinbun (東京日日新聞, Tōkyō nichi nichi shinbun, litt. « Nouvelles quotidiennes de Tokyo ») est un quotidien matinal illustré publié à Tokyo de 1872 à 1943.

## Histoire
Le Tokyo nichi nichi shimbun est le premier quotidien à paraître à Tokyo et l'un des premiers journaux modernes de l'ère Meiji. Le premier numéro sort le 29 mars 1872 (21 février, dans l'ancien calendrier), grâce à Jōno Denpei (1832-1902), Nishida Densuke et Utagawa Yoshiiku. La résidence de Jōno, située dans le quartier d'Asakusabashi, sert au départ de siège de la rédaction. L'année suivante, Kishida Ginkō (1833-1905), rejoint l'équipe. En octobre 1873, l'autorisation de publication est accordée par le Grand Conseil. 
En 1875, cette société éditoriale a fondé le premier service de livraison de journaux à domicile japonais.
Deux autres journaux furent produits par la même société éditoriale, le Keisatsu shinpō (fondé en 1884) et le Yamato shinbun (fondé en 1886).
En 1911, le journal fusionne avec le Osaka mainichi shinbun (大阪毎日新聞, « Nouvelles quotidiennes d'Osaka ») sous la tutelle d'une seule société. Les deux journaux ont continué d'être imprimés indépendamment jusqu'en janvier 1943, et donnent ensuite naissance au Mainichi shinbun.